# Петрашівська стінка
Петраші́вська сті́нка — геологічна пам'ятка природи місцевого значення в Україні. Розташована в межах Путильського району Чернівецької області, при північній частині села Петраші. 
Площа 2 га. Статус присвоєно згідно з рішенням облради від 30 травня 1979 року № 198. Перебуває у віданні Мариничівської сільської ради. 
Статус присвоєно з метою збереження скельного відслонення, яке є цінним свідченням горотворчих процесів у межах Покутсько-Буковинських Карпат. На правобережжі Черемошу відслонені потужні пласти сірих пісковиків ямненської світи. Характерний стрімкий нахил пластів (до 80%) у північному напрямку. 